# Jocelyn Joseph
Jocelyn Joseph, född 11 februari 1964, är en antiguansk och barbudansk friidrottare. Hon deltog vid olympiska sommarspelen 1984 och olympiska sommarspelen 1988.